# Ban-de-Laveline
Ban-de-Laveline – miejscowość i gmina we Francji, w regionie Grand Est, w departamencie Wogezy.
Według danych na rok 1990 gminę zamieszkiwało 1240 osób, a gęstość zaludnienia wynosiła 47 osób/km² (wśród 2335 gmin Lotaryngii Ban-de-Laveline plasuje się na 314. miejscu pod względem liczby ludności, natomiast pod względem powierzchni na miejscu 90.).